# Anisia accedens
Anisia accedens là một loài ruồi trong họ Tachinidae.